# 新奧伯里 (加利福尼亞州)
新奧伯里（英語：New Auberry）是位於美國加利福尼亞州弗雷斯諾縣的一個非建制地區。該地的面積和人口皆未知。

## 地理
新奧伯里的座標為37°05′46″N 119°29′49″W / 37.09611°N 119.49694°W，而該地的平均海拔高度為629米（即2064英尺）。